# Redmine
Redmine je svobodný a open source software pro řízení projektů a bug tracking system. Obsahuje kalendář a Ganttův diagram umožňující vizualizaci projektů a jejich deadlinů. Poskytuje podporu více projektů. Redmine obsahuje integrované nástroje pro správu projektů, správu úkolů, podporu mnoha verzovacích systémů a Wiki. Vzhled Redmine je významně ovlivněn softwarovým balíkem Trac. Redmine je napsaný s využitím frameworku Ruby on Rails. Je to multiplatformní a multidatabázový systém.

## Vlastnosti
- Podpora více projektů
- Flexibilní systém řízení přístupů založený na rolích
- Flexibilní systém pro správu úkolů
- Ganttův diagram a kalendář
- Novinky, správa dokumentů a souborů
- Oznámení pomocí emailu a zdrojů (feeds)
- Wiki pro každý projekt
- Fórum pro každý projekt
- Snadné sledování času u jednotlivých projektů
- Uživatelská pole pro úkoly, časové vstupy, projekty a uživatele
- Integrace SCM (SVN, CVS, Git, Mercurial, Bazaar a Darcs)
- Podpora vícenásobné LDAP autentizace
- Uživatelé se mohou sami registrovat do systému
- Podpora více jazyků
- Podpora více databází
- Podpora pluginů

## Nasazení
Celosvětově je známo více než 50 velkých instalací Redminu. Mezi uživateli Redminu nalezneme např. Gentoo's Summer of Code a Ruby.